# Torneig de les Sis Nacions 2012
El Torneig de les Sis Nacions 2012 de rugbi, o també denominat 2012 RBS 6 Nations a causa del patrocini del Bank of Scotland, fou la tretzena edició d'aquest torneig en el format de Sis Nacions. La principal novetat d'aquesta edició fou la incorporació del Stadio Olimpico de Roma com a seu per als partits com a local de la selecció italiana, a causa de les obres de millora en el Stadio Flaminio de Roma. El torneig va començar el 4 de febrer i va concloure el 17 de març de 2012, amb la victòria de la selecció de Gal·les, selecció que a més va aconseguir el Grand Slam en aconseguir guanyar tots els seus partits.

## Països participants
| Selecció   | Estadi local       | Capacitat | Ciutat   | Entrenador           | Capità            |
| ---------- | ------------------ | --------- | -------- | -------------------- | ----------------- |
| Anglaterra | Twickenham         | 82,000    | Londres  | Stuart Lancaster     | Chris Robshaw     |
| França     | Stade de France    | 81,338    | París    | Philippe Saint-André | Thierry Dusautoir |
| Irlanda    | Aviva Stadium      | 51,700    | Dublín   | Declan Kidney        | Paul O'Connell    |
| Itàlia     | Stadio Olimpico    | 73,261    | Roma     | Jacques Brunel       | Sergio Parisse    |
| Escòcia    | Murrayfield        | 67,144    | Edimburg | Andy Robinson        | Ross Ford         |
| Gal·les    | Millennium Stadium | 74,500    | Cardiff  | Warren Gatland       | Sam Warburton     |

## Classificació
| Posició | País       | Jocs | Jocs | Jocs | Jocs | Punts   | Punts    | Punts | Punts   | Taula de punts |
| Posició | País       | J.   | G.   | I.   | P.   | A favor | En cont. | Dif.  | Assaigs | Taula de punts |
| ------- | ---------- | ---- | ---- | ---- | ---- | ------- | -------- | ----- | ------- | -------------- |
| 1       | Gal·les    | 5    | 5    | 0    | 0    | 109     | 58       | +51   | 10      | 10             |
| 2       | Anglaterra | 5    | 4    | 0    | 1    | 98      | 71       | +27   | 7       | 8              |
| 3       | Irlanda    | 5    | 2    | 1    | 2    | 121     | 94       | +27   | 13      | 5              |
| 4       | França     | 5    | 2    | 1    | 2    | 101     | 86       | +15   | 8       | 5              |
| 5       | Itàlia     | 5    | 1    | 0    | 4    | 53      | 121      | -68   | 4       | 2              |
| 6       | Escòcia    | 5    | 0    | 0    | 5    | 56      | 108      | -52   | 4       | 0              |

## Resultats

### 1º Jornada
| França | 30 - 12 | Itàlia                                                             | 4 febrer 2012 15.30h (GMT+1) - Assistència: 79.563 espectadors Àrbitre: Nigel Owens (Gal·les) |
| Assaigs: Rougerie 21' c Malzieu 35' m Clerc 54' c Fofana 72' m Con.: Yachvili (2/3) Pen.: Yachvili (2/3) 12', 52' |         | Pen.: Burton (2/3) 30', 47' Botes (1/1) 60' Drop: Burton (1/2) 18' | 4 febrer 2012 15.30h (GMT+1) - Assistència: 79.563 espectadors Àrbitre: Nigel Owens (Gal·les) |

| Escòcia                    | 6 - 13 | Anglaterra                                                              | 4 febrer 2012 18.00h (GMT+1) - Murrayfield, Edimburg Assistència: 67.144 espectadors Àrbitre: George Clancy (Irlanda) |
| Pen.: Parks (2/2) 26', 33' |        | Assaigs: Hodgson 41' c Con.: Farrell (1/1) Pen.: Farrell (2/4) 23', 75' | 4 febrer 2012 18.00h (GMT+1) - Murrayfield, Edimburg Assistència: 67.144 espectadors Àrbitre: George Clancy (Irlanda) |

| Irlanda                                                                           | 21 - 23 | Gal·les                                                                                              | 5 febrer 2012 16.00h (GMT+1) - Aviva Stadium, Dublín Assistència: 51.000 espectadors Àrbitre: Wayne Barnes (Anglaterra) |
| Assaigs: Best 37' c Bowe 68' m Con.: Sexton (1/2) Pen.: Sexton (3/5) 4', 44', 60' |         | Assaigs: J. Davies (2) 14' m, 55' c North 76' m Con.: Halfpenny (1/2) Pen.: Halfpenny (2/2) 54', 80' | 5 febrer 2012 16.00h (GMT+1) - Aviva Stadium, Dublín Assistència: 51.000 espectadors Àrbitre: Wayne Barnes (Anglaterra) |

### 2º Jornada
| Itàlia                                                                        | 15 - 19 | Anglaterra                                                                        | 11 febrer 2012 15.30h (GMT+1) - Stadio Olimpico, Roma Assistència: 53.700 espectadors Àrbitre: George Clancy (Irlanda) |
| Assaigs: Venditti 38' m Benvenuti 40' c Con.: Burton (1/2) Pen.: Burton (1/1) |         | Assaigs: Hodgson 51' c Con.: Farrell (1/1) Pen.: Farrell (4/4) 27', 36', 55', 66' | 11 febrer 2012 15.30h (GMT+1) - Stadio Olimpico, Roma Assistència: 53.700 espectadors Àrbitre: George Clancy (Irlanda) |

| França                                                     | 17 - 17 | Irlanda                                                                  | 4 març 2012 16.00h (GMT+1) - Stade de France, París Assistència: 80.000 espectadors Àrbitre: Dave Pearson (Anglaterra) |
| Assaigs: Fofana 51' m Pen.: Parra (4/5) 23', 30', 48', 57' |         | Assaigs: Bowe (2) 13' c, 38' c Con.: Sexton (2/2) Pen.: Sexton (1/2) 27' | 4 març 2012 16.00h (GMT+1) - Stade de France, París Assistència: 80.000 espectadors Àrbitre: Dave Pearson (Anglaterra) |

El partit estava programat en principi per l'11 de febrer de 2012 a les 20.00h (GMT), però es va haver d'ajornar, ja que el camp estava cobert per plaques de gel, de manera que es va reprogramar pel 4 de març.
| Gal·les                                                                                                 | 27 - 13 | Escòcia                                                                 | 12 febrer 2012 16.00h (GMT+1) - Millennium Stadium, Cardiff Assistència: 73.189 espectadors Àrbitre: Romain Poite (França) |
| Assaigs: Cuthbert 42' c Halfpenny (2) 51' c, 56' c Con.: Halfpenny (3/3) Pen.: Halfpenny (2/3) 30', 46' |         | Assaigs: Laidlaw 64' c Con.: Laidlaw (1/1) Pen.: Laidlaw (2/3) 22', 49' | 12 febrer 2012 16.00h (GMT+1) - Millennium Stadium, Cardiff Assistència: 73.189 espectadors Àrbitre: Romain Poite (França) |

### 3º Jornada
| Irlanda | 42 - 10 | Itàlia                                                        | 25 febrer 2012 14.30h (GMT+1) - Aviva Stadium, Dublín Assistència: 51.000 espectadors Àrbitre: Craig Joubert (Sud-àfrica) |
| Assaigs: Earls 16' c Bowe (2) 39' c, 61' c Court 77' c Trimble 80' m Con.: Sexton (4/5) Pen.: Sexton (3/3) 11', 49', 59' |         | Assaigs: Parisse 35' c Con.: Botes (1/1) Pen.: Botes (1/4) 8' | 25 febrer 2012 14.30h (GMT+1) - Aviva Stadium, Dublín Assistència: 51.000 espectadors Àrbitre: Craig Joubert (Sud-àfrica) |

| Anglaterra                             | 12- 19 | Gal·les                                                                                   | 25 febrer 2012 17.00h (GMT+1) - Twickenham, Londres Assistència: 80.764 espectadors Àrbitre: Steve Walsh (Austràlia) |
| Pen.: Farrell (4/5) 24', 30', 39', 46' |        | Assaigs: S. Williams 35' c Con.: Halfpenny (1/1) Pen.: Halfpenny (4/5) 26', 35', 54', 72' | 25 febrer 2012 17.00h (GMT+1) - Twickenham, Londres Assistència: 80.764 espectadors Àrbitre: Steve Walsh (Austràlia) |

| Escòcia                                                                               | 17 - 23 | França                                                                                                  | 26 febrer 2012 16.00h (GMT+1) - Murrayfield, Edimburg Assistència: 67.200 espectadors Àrbitre: Wayne Barnes (Anglaterra) |
| Assaigs: Hogg 8' c Jones 56' c Con.: Laidlaw (1/1) Weir (1/1) Pen.: Laidlaw (1/2) 26' |         | Assaigs: Fofana 28' c Médard 59' c Con.: Parra (2/2) Pen.: Parra (2/3) 39', 47' Drop: Beauxis (1/1) 69' | 26 febrer 2012 16.00h (GMT+1) - Murrayfield, Edimburg Assistència: 67.200 espectadors Àrbitre: Wayne Barnes (Anglaterra) |

### 4º Jornada
| Gal·les | 24 - 3 | Itàlia                     | 10 març 2012 15.30h (GMT+1) - Millennium Stadium, Cardiff Assistència: 73.892 espectadors Àrbitre: George Clancy (Irlanda) |
| Assaigs: Roberts 50' c Cuthbert 78' m Con.: Halfpenny (1/1) Pen.: Halfpenny (3/3) 10', 20', 37' Priestland (1/1) 70' |        | Pen.: Bergamasco (1/1) 13' | 10 març 2012 15.30h (GMT+1) - Millennium Stadium, Cardiff Assistència: 73.892 espectadors Àrbitre: George Clancy (Irlanda) |

| Irlanda | 32 - 14 | Escòcia                                             | 10 març 2012 18.00h (GMT+1) - Aviva Stadium, Dublín Assistència: 51.000 espectadors Àrbitre: Chris Pollock (Nova Zelanda) |
| Assaigs: Best 13' c Reddan 33' c Trimble 40' m McFadden 76' c Con.: Sexton (3/4) Pen.: Sexton (2/2) 25', 71' |         | Assaigs: Gray 36' m Pen.: Laidlaw (3/3) 3', 9', 31' | 10 març 2012 18.00h (GMT+1) - Aviva Stadium, Dublín Assistència: 51.000 espectadors Àrbitre: Chris Pollock (Nova Zelanda) |

| França | 22 - 24 | Anglaterra                                                                                 | 11 març 2012 16.00h (GMT+1) - Stade de France, París Assistència: 80.895 espectadors Àrbitre: Alain Rolland (Irlanda) |
| Assaigs: Fofana 75' c Con.: Parra (1/1) Pen.: Beauxis (3/4) 17', 40', 69' Dupuy (1/2) 33' Parra (1/1) 65' |         | Assaigs: Tuilagi 12' c Foden 17' c Croft 71' c Con.: Farrell (3/3) Pen.: Farrell (1/2) 50' | 11 març 2012 16.00h (GMT+1) - Stade de France, París Assistència: 80.895 espectadors Àrbitre: Alain Rolland (Irlanda) |

### 5º Jornada
| Itàlia                                                                                       | 13 - 6 | Escòcia                      | 17 març 2012 13.30h (GMT+1) - Stadio Olimpico, Roma Assistència: 72.354 espectadors Àrbitre: Alain Rolland (Irlanda) |
| Assaigs: Venditti 43' c Con.: Burton (1/1) Pen.: Bergamasco (1/3) 11' Drop: Burton (1/2) 77' |        | Pen.: Laidlaw (2/3) 36', 60' | 17 març 2012 13.30h (GMT+1) - Stadio Olimpico, Roma Assistència: 72.354 espectadors Àrbitre: Alain Rolland (Irlanda) |

| Gal·les                                                                           | 16 - 9 | França                                          | 17 març 2012 15.45h (GMT+1) - Millennium Stadium, Cardiff Assistència: 72.658 espectadors Àrbitre: Craig Joubert (Sud-àfrica) |
| Assaigs: Cuthbert 21' c Con.: Halfpenny (1/1) Pen.: Halfpenny (3/4) 33', 53', 76' |        | Pen.: Yachvili (2/2) 11', 73' Beauxis (1/1) 45' | 17 març 2012 15.45h (GMT+1) - Millennium Stadium, Cardiff Assistència: 72.658 espectadors Àrbitre: Craig Joubert (Sud-àfrica) |

| Anglaterra | 30 - 9 | Irlanda                          | 17 març 2012 18.00h (GMT+1) - Twickenham, Londres Assistència: 80,567 espectadors Àrbitre: Nigel Owens (Gal·les) |
| Assaigs: Assaig de Càstig 59' c Youngs 74' m Con.: Farrell (1/2) Pen.: Farrell (6/6) 3', 24', 35', 49', 65', 78' |        | Pen.: Sexton (3/3) 16', 40', 52' | 17 març 2012 18.00h (GMT+1) - Twickenham, Londres Assistència: 80,567 espectadors Àrbitre: Nigel Owens (Gal·les) |